# حماريون

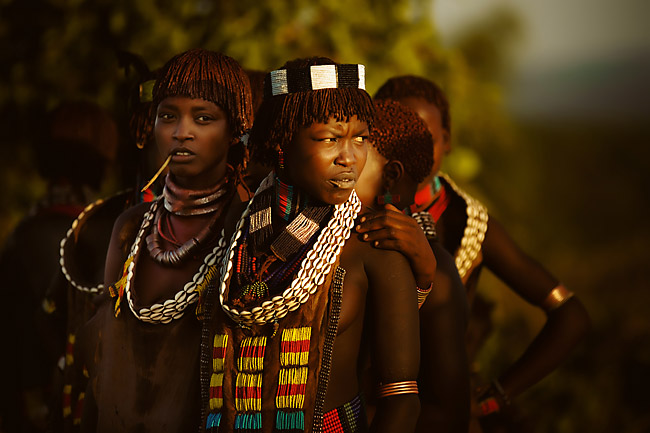
صورة لنساء حماريات في 2012

حماريون وهم مجموعة عرقية من الأوموتيين تتواجد في جنوب غرب إثيوبيا في مقاطعة الأمم الجنوبية، يبلغ تعدادهم حوالي 43 الف نسمة، يتكلمون باللغة الحَمارية ويعتنقون ديانة المينغي الأفريقية التقليدية.